# Pteromalus toxeus
Pteromalus toxeus är en stekelart som beskrevs av Walker 1843. Pteromalus toxeus ingår i släktet Pteromalus och familjen puppglanssteklar. Inga underarter finns listade i Catalogue of Life.